# Gigantopora verrucosissima
Gigantopora verrucosissima är en mossdjursart som beskrevs av Moyano 2002. Gigantopora verrucosissima ingår i släktet Gigantopora och familjen Gigantoporidae. Inga underarter finns listade i Catalogue of Life.